# Isochaetes ashtabel
Isochaetes ashtabel är en fjärilsart som beskrevs av Dyar 1927. Isochaetes ashtabel ingår i släktet Isochaetes och familjen snigelspinnare. Inga underarter finns listade i Catalogue of Life.